# Мурин, Игорь Дмитриевич
И́горь Дми́триевич Му́рин — российский учёный (ядерная электроника, ядерное приборостроение), лауреат Государственной премии СССР (1984).

## Биография
Родился 7 января 1929 г. в Москве.
Окончил Московский механический институт (впоследствии МИФИ), инженер-физик (1953). По распределению работал в ФИАН: инженер, младший научный сотрудник.
С 1961 в СНИИП: начальник отдела, начальник лаборатории, зам. директора по научной работе (1975—1990), директор отделения, консультант-советник.
Кандидат технических наук (1959), старший научный сотрудник (1965), доцент (1966).
Семья: жена, сын.

## Научные труды
- О «Молекулярных часах ФИАН» / Игорь Дмитриевич Мурин. — М. : ФИАН, 2010. — 9 с. : ил. — Библиогр.: с.9.

## Награды и звания
- Государственная премия СССР (1984);
- Орден «Знак Почёта» (1978).